# Hồ Khẩu
Hồ Khẩu (chữ Hán giản thể: 湖口县) là một huyện thuộc địa cấp thị Cửu Giang, tỉnh Giang Tây, Cộng hòa Nhân dân Trung Hoa. Huyện này có diện tích 669,33 km2. Dân số năm 1999 là 266.773 người. Mã số bưu chính của huyện là, 332500

## Hành chính
Hồ Khẩu được chia ra làm 12 đơn vị hành chính cấp hương, gồm 6 trấn và 6 hương. Ngoài ra huyện này còn quản lí 2 đơn vị tương đương cấp hương khác
- Trấn: Song Chung (双钟镇), Lưu Tứ (流泗镇), Mã Ảnh (马影镇), Vũ Sơn (武山镇), Thành Sơn (城山镇), Quân Kiều (均桥镇)
- Hương: Đại Lũng (大垅乡), Hoàng Thôn (凰村乡), Trương Thanh (张青乡), Phó Lũng (付垅乡), Thuấn Đức (舜德乡), Lưu Phương (流芳乡)

Đơn vị ngang cấp hương khác
- Khu thủy sản Nam Bắc Cảng (南北港水产场)
- Khu khai khẩn trồng trọt Vũ Sơn (武山垦殖场)